# Camissecla
Camissecla is een geslacht van vlinders van de familie Lycaenidae, uit de onderfamilie Theclinae.

## Soorten
- C. camissa (Hewitson, 1870)
- C. cleocha (Hewitson, 1870)
- C. charichlorus (Butler & Druce, 1872)
- C. gedrosia (Hewitson, 1868)
- C. ledaea (Hewitson, 1868)
- C. melma (Schaus, 1913)
- C. pactya (Hewitson, 1874)
- C. simasca (Draudt, 1920)
- C. verbenaca (Druce, 1907)
- C. vespasianus (Butler & Druce, 1872)
- C. vesper (Druce, 1909)